# Charley Trippi
Charles Louis „Charley“ Trippi (* 14. Dezember 1921 in Pittston, Pennsylvania; † 19. Oktober 2022 in Athens, Georgia) war ein US-amerikanischer American-Football-Spieler und -Trainer. Er spielte als Quarterback und Halfback in der National Football League (NFL) bei den Chicago Cardinals.

## Karriere

### College
Charley Trippi studierte ab 1942 an der University of Georgia und spielte für die Georgia Bulldogs College Football als Fullback. Nach der Saison spielte sein Team im Rose Bowl. Da der Starter seiner Mannschaft Frank Sinkwich verletzt und nur bedingt einsatzfähig war, wurde der unerfahrene Trippi vermehrt eingesetzt und führte seine Mannschaft zu einem 9:0-Sieg. Trippi wurde zum Most Valuable Player (MVP) des Spiels gewählt. Nach diesem ersten Studienjahr musste Trippi aufgrund seines Wehrdienstes in der United States Army Air Forces sein Studium unterbrechen und konnte dieses erst 1945 wieder aufnehmen. In den Spieljahren 1945 und als Mannschaftskapitän 1946 führte er sein Team jeweils zu Siegen in Bowl Spielen. Im Jahr 1946 gewannen die Bulldogs die Ligameisterschaft. Trippi erhielt den Maxwell Award und wurde zum All American gewählt. Neben American Football spielte Charley Trippi auch Baseball und wurde auch in dieser Sportart im Jahr 1946 zum All American gewählt.

### NFL
Charles Trippi wurde bereits 1945 durch die Chicago Cardinals in der ersten Runde an erster Stelle gedraftet. Trippi unterschrieb 1947 bei der von Jimmy Conzelman trainierten Mannschaft einen Vertrag über eine Laufzeit von vier Jahren, der ihm ein Salär von 100.000 US-Dollar garantierte, nachdem er kurzzeitig für ein Jahressalär von 10.000 US-Dollar für die Atlanta Crackers, einem unterklassigen Team, Profibaseball gespielt hatte. Bis zu diesem Zeitpunkt gab es in der NFL mit Red Grange lediglich einen Spieler, dem ein höheres Einkommen zugesichert wurde. Trippi erhielt in seiner Rookiesaison in erster Linie Einsatzzeit als Halfback. Nach der Saison konnte er mit seinem von Jimmy Conzelman betreuten Team die NFL-Meisterschaft feiern. Im NFL-Endspiel konnten die Philadelphia Eagles mit 28:21 besiegt werden. Trippi erzielte einen Touchdown und einen Raumgewinn von 84 Yards durch Laufspiel. Im folgenden Jahr scheiterten die Cardinals im NFL-Endspiel und verloren gegen die Eagles mit 0:7.
Charley Trippi wechselte nach der Saison 1951 auf die Position eines Quarterbacks, um 1953 nochmals für ein Jahr als Runningback aufzulaufen. In den Jahren 1954 und 1955 spielte Trippi überwiegend im Defensive Backfield seiner Mannschaft und beendete nach der Saison 1955 seine Spielerlaufbahn.

## Trainerlaufbahn
Unmittelbar nach seiner Spielerkarriere arbeitete Trippi bis 1958 als Assistenztrainer bei den Cardinals. Danach kehrte er an sein altes College zurück und wurde zunächst Assistent des dortigen Baseballtrainers, bevor er das Amt des Head Coachs übernahm.

## Abseits der Karriere
Charles Trippis erste Frau starb im Jahr 1971. Er war zum zweiten Mal verheiratet und Vater dreier Kinder. Trippi lebte mit seiner Familie in Athens, Georgia.

## Ehrungen
Trippi spielte in zwei Pro Bowls, dem Abschlussspiel der besten Spieler einer Saison. Er wurde dreimal zum All-Pro gewählt und ist Mitglied im NFL 1940s All-Decade Team, in der Georgia Sports Hall of Fame, in der College Football Hall of Fame und in der Pro Football Hall of Fame.